# Ivan Alborghetti
Ivan Alborghetti   (Milà, 11 de juny de 1951) és un ex-pilot de motocròs i de raids italià. A finals de la dècada del 1970, com a pilot oficial d'Aprilia, va ser un dels principals competidors del Campionat del Món de motocròs de 125cc, obtenint-hi el seu millor resultat la temporada de 1978, en què fou el sisè. Entre altres èxits destacats, guanyà quatre Campionats d'Itàlia de motocròs i l'edició de 1975 de la Coppa Mille Dollari.
A mitjan dècada del 1980 començà competir en raids, aconseguint-hi nombrosos èxits com ara la victòria absoluta al Ral·li de Sardenya els anys 1985 i 87, al del Titano el 1988 i el segon lloc final al Ral·li incas Perú el 1989.

## Palmarès
| Any  | Motocicleta | Campionat del Món | Campionat del Món | Campionat d'Itàlia | Campionat d'Itàlia |
| Any  | Motocicleta | 250cc             | 125cc             | 250cc              | 125cc              |
| ---- | ----------- | ----------------- | ----------------- | ------------------ | ------------------ |
| 1973 | Maico       | -                 | -                 | 1r                 |                    |
|      |             |                   |                   |                    |                    |
| 1976 | Aprilia     | -                 | 10è               |                    |                    |
| 1977 | Aprilia     | -                 | 18è               | 1r                 | 1r                 |
| 1978 | Aprilia     | -                 | 6è                |                    |                    |
| 1979 | KTM         | 23è               | -                 |                    |                    |
| 1980 | KTM         | -                 | 38è               | 1r                 |                    |
| 1981 | ?           | -                 | -                 |                    |                    |
| 1982 | Gilera      | 44è               | -                 |                    |                    |